# Droga krajowa B459 (Niemcy)
Droga krajowa 459 (niem. Bundesstraße 459) – niemiecka droga krajowa przebiegająca z północy na południe z Neu-Isenburga do Rödermark w Hesji.
Wcześniej droga rozpoczynała swój bieg w dzielnicy Sachsenhausen Frankfurtu, jednak odcinek do Offenbacher Kreuz przemianowano na B3.

## Warto zobaczyć
W dzielnicy Gravenbruch Neu-Isenburga droga prowadzi koło najstarszego w Europie kina samochodowego.